# Rhizopsammia annae
Espèce
Statut CITES
Rhizopsammia annae est une espèce de coraux appartenant à la famille des Dendrophylliidae.